# Czesław Ryll-Nardzewski
Czesław Ryll-Nardzewski (* 7. Oktober 1926 in Wilno; † 18. September 2015 in Breslau) war ein polnischer Mathematiker.

## Leben
Czesław Ryll-Nardzewski erreichte während des Zweiten Weltkriegs seine Hochschulreife im von Deutschland besetzten Vilnius in geheimen Schulkursen. Nach Kriegsende studierte er Mathematik und Physik an der Maria-Curie-Skłodowska-Universität in Lublin, wo er 1948 abschloss. Anschließend wechselte er zur Universität Breslau, wo er 1951 habilitierte und 1954 zunächst zum außerordentlichen und dann 1964 zum ordentlichen Professor ernannt wurde. Von 1979 bis zu seiner Emeritierung 1996 lehrte er an der Technischen Hochschule Breslau.
Ryll-Nardzewski war seit 1967 Mitglied der Polnischen Akademie der Wissenschaften. Er war Herausgeber der Zeitschrift Probability and Mathematical Statistics sowie Mitherausgeber von Bulletin of the Polish Academy of Sciences, Colloquium Mathematicum, Fundamenta Mathematicae und Studia Mathematica.
1992 wurde Ryll-Nardzewski mit der Stefan-Banach-Medaille ausgezeichnet.
Ryll-Nardzewskis Arbeitsgebiete waren die Funktionalanalysis, Grundlagen der Mathematik, Wahrscheinlichkeitstheorie und Maßtheorie.
Ein wesentlicher Beitrag zur Grundlagenforschung ist der Satz von Ryll-Nardzewski, wonach keine endliche Axiomatisierung der Peano-Arithmetik möglich ist. Sein Satz über die Charakterisierung {\displaystyle \omega }-kategorischer Theorien wird ebenfalls Satz von Ryll-Nardzewski genannt. Ebenso sind mit seinem Namen in der Analysis der Fixpunktsatz von Ryll-Nardzewski und der Auswahlsatz von Kuratowski und Ryll-Nardzewski verbunden.